# Carlton (Durham)
Carlton is een plaats en civil parish in het bestuurlijke gebied Stockton-on-Tees, in het Engelse graafschap Durham.